# Gewone vampier

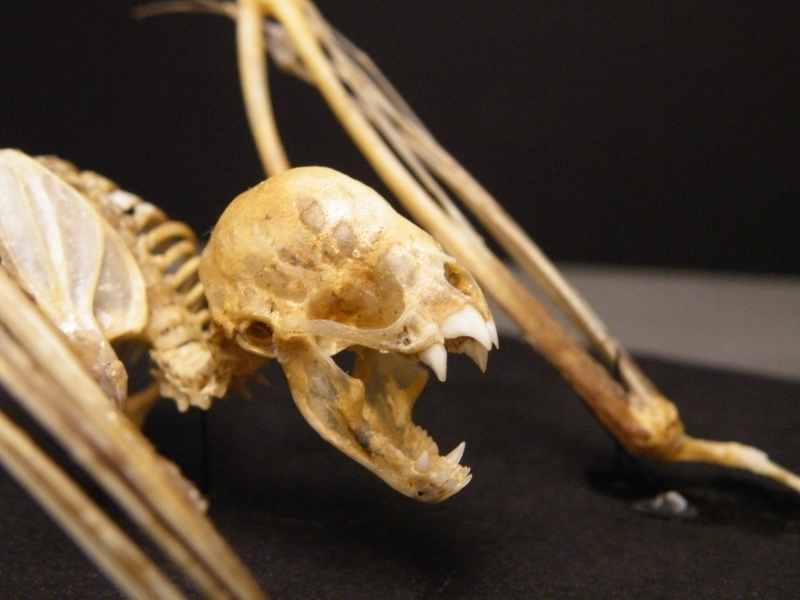
Skelet van de gewone vampier

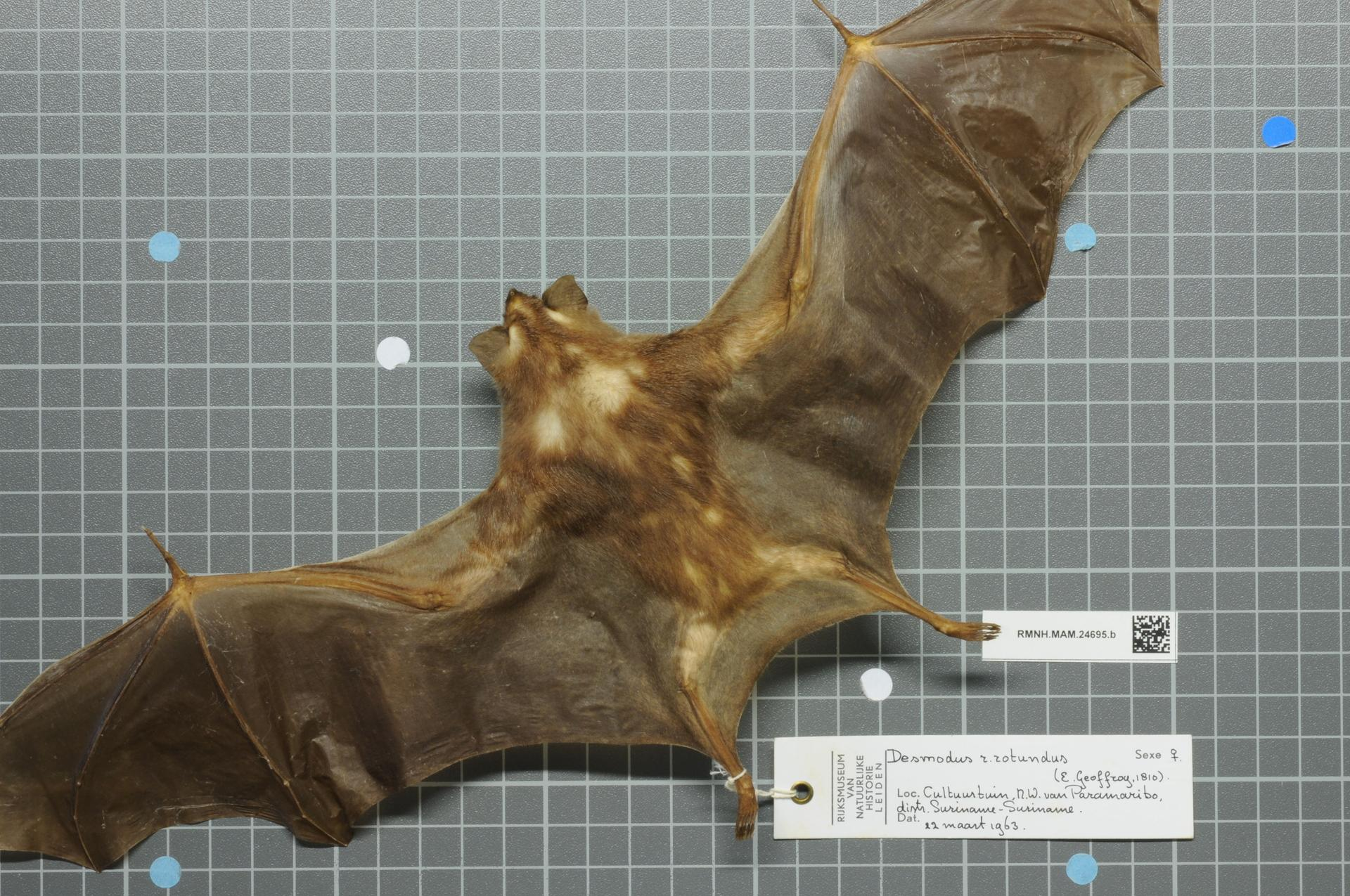
Museum exemplaar, Naturalis

Kop van de gewone vampier

De gewone vampier (Desmodus rotundus) is een middelgrote vleermuissoort die voorkomt in Midden- en Zuid-Amerika, en is de meest algemene van de drie soorten vampiervleermuizen. De gewone vampier is de enige nog levende soort uit het geslacht Desmodus. Net als de andere twee vampiervleermuizen (ruigpootvampier en witvleugelvampier) leeft de gewone vampier enkel van bloed.

## Kenmerken
De gewone vampier heeft een effen bruingrijze vacht met een zilveren tot oranjerode glans. Deze vacht bestaat uit korte, stijve haren. De buik is veel lichter van kleur, grijzig wit tot beige. De oren zijn groot en driehoekig. De ogen zijn eveneens vrij groot voor een vleermuis. De neus is zeer plat en kort, waardoor deze niet in de weg zit bij het bloed drinken. Rond de neusgaten zitten twee neusbladen, de binnenste in de vorm van een M, de buitenste in de vorm van een omgedraaide U.
De vleugels zijn kort en breed, met sterk gebouwde voorpoten en een vrij lange duim. De achterpoten zijn eveneens lang en sterk. De gewone vampier heeft zo'n twintig tanden, waarvan vooral de bovenste snijtanden goed zijn ontwikkeld. Hij heeft bovenaan twee snijtanden, twee hoektanden, twee voorkiezen en twee kiezen. Onderaan heeft hij vier snijtanden, twee hoektanden, twee voorkiezen en vier kiezen. De tong is zo'n twee centimeter lang en cilindervormig.
De gewone vampier wordt zeven tot negen centimeter lang en 18 tot 45 gram zwaar. De spanwijdte bedraagt zo'n 35 centimeter. Het staartje is ongeveer 6,5 centimeter lang.

## Voortbeweging
Vampiers zijn goede vliegers, maar ze kunnen zich ook behendig over de grond bewegen en vanaf de grond opstijgen. Over de grond bewegen ze zich voort op de duimen en de achterpoten, met de buik enkele millimeters van de grond af. Ze kunnen goed op vier poten rennen en zelfs kleine huppelsprongetjes maken. Als hij wil opstijgen, springt hij in de lucht, waarna hij zich afzet met de sterke voorarmen en de lange duimen. Als het dier vijftien centimeter boven de grond is, kan hij wegvliegen.
Ze vliegen vaak laag bij de grond, waarbij ze zich oriënteren door middel van echolocatie. Tijdens een foerageertocht leggen vrouwtjes zo'n drie à vier kilometer af, waar ze twee uur over doen. Het dominante mannetje jaagt meestal in de buurt van de roestplaats, andere mannetjes kunnen wel tien kilometer afleggen op een nacht. Op nachten met een heldere maan zijn ze minder actief. Ze zijn dan namelijk beter te zien voor roofdieren als uilen en de vleesetende vleermuissoort Chrotopterus auritus. Opvallend is dat vampiers altijd vliegen met hun bek open.

## Voedsel
In de avond worden de dieren actief. Ze leven van het bloed van warmbloedige dieren: voornamelijk middelgrote en grote zoogdieren als tapirs, pekari's, herten, capibara's, agoeti's, apen, eekhoorns en zelfs zeeleeuwen. De favoriete prooidieren zijn echter vee als runderen, paarden, ezels, geiten en varkens. Mensen zijn geen favoriete prooi, maar kunnen ook worden aangevallen. Anders dan de andere vampiervleermuizen voedt de gewone vampier zich minder met vogelbloed.
Ze vinden prooidieren dankzij de reukzin en het gehoor. Ze landen vlak bij hun prooi en sluipen naar de prooi toe. Met warmtezintuigen op zijn neusblad zoekt de vampier naar gebieden waar bloedvaten dicht bij het huidoppervlak liggen. Dit kunnen ze op een afstand van zo'n vijftien centimeter waarnemen. Eerst verwijderen ze haren of veren die in de weg zitten, waarna ze met de dunne, scherpe, mesvormige bovenste snijtanden een wondje van drie millimeter in de huid van hun prooidier bijten. Met de onderste snijtanden wordt ondertussen de huid vastgehouden. Met de tong likken ze uit de wond stromend bloed op. Het speeksel is stollingsremmend, waardoor ze tien tot veertig minuten kunnen drinken zonder dat het bloed stolt. In een half uur kunnen ze zo ongeveer 25 milliliter aan bloed binnenkrijgen. Vampiervleermuizen kunnen op deze manier in één nacht de helft van hun lichaamsgewicht aan voedsel binnenkrijgen. Soms zijn de dieren daardoor zo zwaar dat ze niet meer kunnen wegvliegen.
Een slapend prooidier merkt zelden iets van de vleermuis. De wond doet ook geen pijn en het eventuele bloedverlies is te weinig om ernstige bijwerkingen te hebben. Wel kunnen vampiers op deze manier ziekten als hondsdolheid verspreiden. Als het prooidier echter wakker is, zal de aanval zelden slagen. De slagingskans is leeftijdsafhankelijk. Jonge dieren van één à twee jaar oud slagen een op de drie keer, oudere dieren negen van de tien keer. Jonge vleermuizen vergezellen daarom soms hun moeder en drinken van dezelfde wond als de moeder.
Enkel vrouwtjes uit dezelfde kolonie voeden zich in aangrenzende gebieden. Vreemdelingen worden weggejaagd. Meestal voedt zich één vampier per prooidier, maar het komt voor dat meerdere vleermuizen zich voeden van dezelfde wond.

## Sociaal gedrag
Vampiers leven in kolonies van soms wel tweeduizend dieren, maar meestal bestaan ze uit twintig tot honderd vleermuizen. Soms zijn ook andere vleermuissoorten te vinden in deze kolonies. Deze kolonies zijn vaak onderverdeeld in subkolonies van acht tot twintig meestal aan elkaar verwante vrouwtjes, die meestal meerdere jaren met elkaar samenleven, en hun jongen. Ook onverwante mannetjes en vrouwtjes leven in deze subkolonie. Ze rusten overdag gezamenlijk op een vaste roestplaats als een holle boom, een grot, een mijntunnel, een oud gebouw of onder een brug. De dieren in een subkolonie verzorgen elkaars vacht. Met lage, voor mensen waarneembare geluiden houden dieren sociaal contact. Moeders herkennen onder andere hun jongen aan het geluid dat ze produceren.
De gewone vampier kent een bijzondere vorm van altruïsme. Een vampier deelt namelijk het gegeten bloed met andere, hongerige koloniegenoten. Een hongerige vampier likt aan de lippen van een koloniegenoot, waarop deze voorverteerd bloed kan uitbraken. Een vampier die goed gegeten heeft, is te herkennen aan een dikkere buik. De gewone vampier deelt gewoonlijk zijn bloed enkel met verwante vrouwtjes en dieren die al geruime tijd met elkaar samenleven, en zich door middel van vachtverzorging hebben bewezen een goede vriend te zijn. Op deze manier zullen hongerige dieren niet sterven, aangezien een vampier dood zal gaan als deze langer dan 60 uur zonder voedsel heeft gezeten. Zo worden echter ook ziekten als hondsdolheid snel verspreid in een kolonie, waardoor populaties periodiek gedecimeerd kunnen worden.
Meestal bewoont slechts één dominant mannetje de kolonie. Andere mannetjes leven in groepjes van 10 dieren, bestaande uit alleen niet-verwante dieren, die zich niet ver van de kolonie ophouden. Mannetjes vechten met het dominante mannetje om met de vrouwtjes te kunnen paren. Gemiddeld is het dominante mannetje de vader van ongeveer de helft van alle jongen in een kolonie. Hij blijft gemiddeld 2 jaar aan de macht.

## Voortplanting
Vrouwtjes ondervinden vier voortplantingscycli per jaar, waardoor er per jaar vier mogelijkheden zijn om zich voort te planten.
Een enkel jong wordt geboren na een draagtijd van 205 tot 219 dagen. Tweelingen zijn zeldzaam. Het jong weegt bij de geboorte 30 tot 35 gram, ongeveer 20% van het lichaamsgewicht van de moeder. De ogen zijn al open en het jong heeft al een vacht. De jongen worden door de moeder bij zich gedragen op de buik, ook tijdens het foerageren. De gewone vampier kent een vrij lange zoogtijd in vergelijking met andere vleermuizen, zo'n 6 maanden. Behalve met melk worden ze na twee maanden ook gevoed met opgebraakt, voorverteerd bloed. De moeder blijft haar jongen periodiek met bloed voeren tot ze één jaar oud zijn.
Na zes maanden kunnen de jongen vliegen en na één jaar hebben ze het volwassen gewicht bereikt. Vrouwtjes zijn na twee jaar geslachtsrijp. Ze blijven meestal voor meerdere jaren bij de moeder. Mannetjes zijn na één jaar geslachtsrijp en verspreiden zich als ze twaalf tot achttien maanden oud zijn. Ze worden meestal weggejaagd door een volwassen mannetje. Vrouwtjes kunnen in het wild tot 18 jaar oud worden.

## Verspreiding en leefgebied
De gewone vampier leeft in grote delen van Midden- en Zuid-Amerika, van Mexico tot Uruguay, Paraguay, Noord-Argentinië en Noord-Chili. Hij is ook te vinden op Trinidad en Isla Margarita. Hij leeft voornamelijk in tropische en subtropische wouden, landbouwgebieden, beboste savannen en zelfs kustwoestijnen, tot op 3800 meter hoogte in Peru. Fossiele vondsten tonen aan dat er vroeger ook een verwante soort, Desmodus puntajudensis, op Cuba voorkwam.

## Relatie met de mens
De gewone vampier speelt een belangrijke rol in verscheidene hedendaagse legenden. De vampier, het mythische wezen uit Slavische legenden, werd echter pas voor het eerst met vleermuizen geassocieerd na de ontdekking van deze soort in de zestiende eeuw. In landen waar de gewone vampier voorkomt, gaan mythes over deze vleermuissoort, en worden ze afgebeeld in de kunst. In de mythologie van de Maya's is er een vleermuisgod, genaamd Camazotz, die slachtoffers maakt door deze te onthoofden.
De vampiervleermuis heeft kunnen profiteren door de komst van de Europeanen en het vee dat ze meebrachten naar de Nieuwe Wereld, waar van nature slechts weinig grote zoogdieren leven. In gebieden met veel vee leven veel meer gewone vampiervleermuizen dan in gebieden met weinig vee. Mensen vormen zelf slechts zelden een prooi. De meeste mensen worden gebeten in de voeten, de handen en de oorlel.
Omdat de gewone vampier hondsdolheid kan verspreiden zijn er veel pogingen gedaan om de vampiers uit te roeien. In het begin werden grotten en holle bomen waarin vleermuizen rusten verwoest, maar hierdoor verloren ook veel andere, onschuldige vleermuissoorten het leven. Later zijn ook selectieve manieren ontwikkeld, die enkel vampiervleermuizen treffen. Zo worden vleermuizen gevangen met een fijn net, waarna enkel de vampiervleermuizen worden ingesmeerd met een anti-bloedstollend vergif. De vampier geeft het vergif door wanneer deze de vacht van een andere vampier schoonlikt. Het vergif veroorzaakt inwendige bloeduitstortingenn, waaraan de dieren uiteindelijk zullen sterven. Bij een andere techniek worden eventuele prooidieren ingespoten met een kleine dosis van het vergif, te weinig om schadelijk te zijn voor het dier. De vampier krijgt echter uiteindelijk een dodelijke dosis binnen.